# A. Roland Fields
A. Roland Fields (10 de junho de 1884 — data de morte desconhecida) é um diretor de arte estadunidense. Venceu o Oscar de melhor direção de arte na edição de 1946 por Blood on the Sun, ao lado de Wiard Ihnen.